# Zvonko Ivezić
Zvonko Ivezić (srbskou cyrilicí Звонко Ивезић; 17. února 1949, Vajska - 4. září 2016, Novi Sad) byl jugoslávský fotbalista srbské národnosti, útočník.

## Fotbalová kariéra
V jugoslávské lize hrál za FK Vojvodina Novi Sad. Nastoupil ve 220 ligových utkáních a dal 60 gólů. Od roku 1976 hrál ve francouzské Ligue 1 za FC Sochaux-Montbéliard, nastoupil ve 193 ligových utkáních a dal 53 gólů. Kariéru zakončil ve francouzské Ligue 2 v týmu Racing Paříž. V Poháru UEFA nastoupil ve 12 utkáních a dal 1 gól a ve Veletržním poháru nastoupil ve 3 utkáních. Za reprezentaci Jugoslávie nastoupil v letech 1975-1976 ve 4 utkáních a dal 2 góly. 

## Ligová bilance
| Ročník                          | Zápasy | Góly | Klub                   |
| ------------------------------- | ------ | ---- | ---------------------- |
| Jugoslávská Prva liga 1967/1968 | 3      | 0    | FK Vojvodina Novi Sad  |
| Jugoslávská Prva liga 1968/1969 | 20     | 5    | FK Vojvodina Novi Sad  |
| Jugoslávská Prva liga 1969/1970 | 31     | 7    | FK Vojvodina Novi Sad  |
| Jugoslávská Prva liga 1970/1971 | 34     | 11   | FK Vojvodina Novi Sad  |
| Jugoslávská Prva liga 1971/1972 | 24     | 6    | FK Vojvodina Novi Sad  |
| Jugoslávská Prva liga 1972/1973 | 29     | 12   | FK Vojvodina Novi Sad  |
| Jugoslávská Prva liga 1973/1974 | 33     | 5    | FK Vojvodina Novi Sad  |
| Jugoslávská Prva liga 1974/1975 | 32     | 11   | FK Vojvodina Novi Sad  |
| Jugoslávská Prva liga 1975/1976 | 14     | 3    | FK Vojvodina Novi Sad  |
| Ligue 1 1976/1977               | 23     | 3    | FC Sochaux-Montbéliard |
| Ligue 1 1977/1978               | 34     | 10   | FC Sochaux-Montbéliard |
| Ligue 1 1978/1979               | 26     | 15   | FC Sochaux-Montbéliard |
| Ligue 1 1979/1980               | 38     | 10   | FC Sochaux-Montbéliard |
| Ligue 1 1980/1981               | 36     | 8    | FC Sochaux-Montbéliard |
| Ligue 1 1981/1982               | 36     | 7    | FC Sochaux-Montbéliard |
| Ligue 2 1982/1983               | 26     | 15   | Racing Paříž           |
| CELKEM 1. jugoslávská liga      | 220    | 60   |                        |
| CELKEM Ligue 1                  | 193    | 53   |                        |